# Ayos (Awaé)
Pour les articles homonymes, voir Ayos (homonymie).
Ayos est une localité de la région du Centre au Cameroun, localisée dans la commune d'Awaé et le département de la Méfou-et-Afamba.

## Population
En 1965 Ayos comptait 95 habitants, principalement des Bamvele.
Lors du recensement de 2005, ce nombre s'élevait à 153.